# Юкич, Александар
Александар Юкич (нем. Aleksandar Jukić; род. 26 июля 2000, Вена) — австрийский футболист, полузащитник клуба «Рубин».

## Клубная карьера
Воспитанник клубов «Зиммеринг» и венской «Аустрии». В 2018 году дебютировал за дублирующий состав последних. 4 июля 2020 года в матче против «Маттерсбурга» дебютировал в австрийской Бунделсиге. 22 ноября в поединке против «Санкт-Пёльтена» забил свой первый гол за «Аустрию».
В начале 2024 года Юкич перешёл в российский «Сочи». 3 марта в матче против «Балтики» дебютировал в РПЛ. 21 апреля в поединке против «Урала» забил первый гол за «Сочи». 
29 июня 2024 года Юкич перешёл в казанский «Рубин». 27 июля в домашнем матче второго тура РПЛ против «Зенита» дебютировал за новый клуб. 3 августа в поединке против «Химок» забил свой первый гол за «Рубин». 